# Société Anonyme Inc.
Die Société Anonyme, Inc. war eine Künstlerorganisation, die 1920 von Katherine S. Dreier, Man Ray und Marcel Duchamp in New York City gegründet wurde. Die Gruppe organisierte zahlreiche Ausstellungen, Lesungen, Konzerte und Symposien zum Modernismus und veröffentlichte darüber zahlreiche Publikationen. Von 1920 bis 1939 veranstaltete die Gruppe 84 Ausstellungen, darunter die wichtige International Exhibition of Modern Art 1926 im Brooklyn Museum of Art.

## Geschichte
Die Société Anonyme, Inc. wurde am 30. April 1920 von Katherine S. Dreier, Marcel Duchamp und Man Ray in Dreiers Appartement in Manhattan gegründet. Geplant als das „erste experimentelle Museum für Moderne Kunst“ sollte die S.A.I. ein Zentrum zum Studium und zur Förderung der internationalen Avantgarde sein und zur Wahrnehmung und Etablierung moderner Kunst in der Öffentlichkeit beitragen. Als ein Vorbild diente die einflussreiche Galerie 291 von Alfred Stieglitz, die 1917 geschlossen wurde und eine Lücke in der New Yorker Kunstwelt hinterlassen hatte. Dreier und Duchamp kannten sich aus Stieglitz’ Galerie, Duchamp war ein Freund von Man Ray. Als weiterer Künstler schloss sich Joseph Stella der Organisation an.
Als Namen hatte Dreier zunächst The Modern Ark (Die Moderne Arche) im Sinn, um den Transport der Kunstwerke von Europa nach Übersee per Seeweg zu symbolisieren; die drei entschieden sich jedoch zugunsten eines Vorschlages von Man Ray, der den Begriff Société Anonyme in einer französischen Zeitschrift entdeckt hatte. Ob seiner mangelnden Französisch-Kenntnisse brachte Man Ray den, eigentlich eine Geschäftsform bezeichnenden Begriff mit einer Geheimgesellschaft („anonyme Gesellschaft“) in Verbindung. Duchamp fand zudem die Doppeldeutigkeit originell und fügte noch den Zusatz Inc. (incorporated = Gesellschaft) hinzu, um der Wortkombination eine sinnlose dadaistische Redundanz zu verleihen (Incorporated Inc.).
Man Ray zeichnete zeitweilig für die Präsentation verantwortlich und fertigte zahlreiche Fotopostkarten für die Gesellschaft. Nachdem sich Duchamp und Man Ray zunehmend eigenen künstlerischen Projekten zuwandten – Man Ray verließ New York bereits im Folgejahr 1921 in Richtung Paris, um sich den dortigen Dadaisten anzuschließen – leitete Katherine Dreier die Organisation weitgehend in einer Art Personalunion. Sie leitete eigene kleine Galerieräume, kuratierte Ausstellungen und schrieb zahlreiche Essays, in denen sie für die Akzeptanz neuer Kunstrichtungen warb.
Dreier orientierte sich bei der Ausgestaltung der Vereinigung vermutlich an der 1912 von Herwarth Walden in Berlin gegründeten Sturm-Galerie. Statt als „traditioneller“ Salon oder Galerie verstand sich die Société Anonyme, Inc. vornehmlich als experimentelle Ausstellungsveranstalterin und Podium. Ein wichtiger Aspekt hierbei war die Vermittlung zwischen Künstlern, Sammlern und Galeristen. Die gesamten 1920er Jahre hindurch präsentierte die  Société Anonyme, Inc. eine große Spannbreite internationaler Künstler, wie beispielsweise Alexander Archipenko, Constantin Brâncuși, Heinrich Campendonk, Wassily Kandinsky, Paul Klee, Fernand Léger oder Piet Mondrian und warb für die „progressivsten künstlerischen Experimente in den Vereinigten Staaten dieser Zeit.“ (William Clark)
Langfristig scheiterte Dreier jedoch an ihrem Opus Magnum, die umfangreiche Sammlung der Société gemeinsam mit ihrer Privatsammlung in einem eigenen, staatlich subventionierten, Museum unterzubringen. 1941 stiftete sie die Sammlung, insgesamt über 1.000 Kunstwerke, der Yale University Art Gallery.
In Hinblick auf die neuen Kunstrichtungen, die sich mit Ende des Zweiten Weltkriegs herauskristallisierten und angesichts etablierter Einrichtungen wie dem Museum of Modern Art erschien die Société Anonyme, Inc. schließlich obsolet. Zum 30. Jahrestag ihrer Gründung, am 30. April 1950, löste sich die Vereinigung formlos, bei einem gemeinsamen Essen der beiden Gründungsmitglieder Dreier und Duchamp, im New Haven Lawn Club, New Haven, auf.